# Projet CHATTER

Sceau du département de la marine des États-Unis.

CHATTER est un projet classifié de la marine des États-Unis sur l'utilisation d'agents biochimiques pour les interrogatoires et le renseignement, actif entre 1947 et 1953. Il s'agit des premières expérimentations militaires américaines sur la manipulation mentale, et les données obtenues ont été reprises par la Central Intelligence Agency (CIA) pour des projets similaires dans les années 1950 et 1960.

## Contexte
Les origines du projet remontent à la fin de la Seconde Guerre mondiale, lorsque la possibilité de modifier le comportement humain par des moyens chimiques est envisagée par l’Office of Strategic Services (OSS). En quête d'un « sérum de vérité », un comité de recherche étudient les effets de différentes drogues déjà connues,,.
En 1945, une mission de la marine des États-Unis, déployée en Europe après la guerre, récupère un rapport sur des expérimentations de la mescaline menées au camp de concentration de Dachau,. À l'automne 1947, le projet CHATTER débute,.

## Généralités
Selon le rapport de la commission Church, publié en 1976, les objectifs du projet sont l'identification et l'expérimentation de psychotropes induisant la parole pour les interrogatoires et le recrutement. Plus largement, la priorité est de concevoir un moyen d'obtenir des informations auprès de personnes indépendamment de leur volonté, mais sans contrainte physique,.

## Expérimentations
À son commencement, le projet est confié au Dr Charles W. Savage du Naval Medical Research Institute de Bethesda, qui peut s'appuyer sur les données du rapport de Dachau. Alors que l'utilisation de la mescaline ne produit pas les résultats escomptés, Savage étudie les effets de la scopolamine, et, quelques années plus tard, du LSD. Pour l'expérimentation des drogues, il se sert d'animaux puis de militaires atteints de troubles mentaux légers, comme la dépression ou l'anxiété, et ignorant tout de leur participation au projet,. 
Dans ses conclusions, Savage indique que l'administration de doses régulières de LSD ne permet pas l'amélioration thérapeutique du « patient », précisant que des symptômes de schizophrénie sont apparus dans plusieurs cas. En 1951, il quitte le projet et transmet à ses supérieurs un rapport définitif sur ses recherches, qui sera publié l'année suivante dans The American Journal of Psychiatry. Il est remplacé par le Dr Samuel V. Thompson, nommé à la direction de la recherche psychiatrique au Naval Medical Research Institute. 
En marge de la guerre de Corée, les financements accordés au projet augmentent substantiellement. À la fin de l'année 1950, un contrat de 300 000 $ est conclu pour expérimenter les effets des barbituriques, des amphétamines, de l'alcool et de l'héroïne. Ces études sont menées au département de psychologie de l'université de Rochester par le Dr G. Richard Wendt,,. 
En 1952, Thompson et Wendt sont envoyés en Allemagne pour tester les produits et les techniques d'interrogatoire sur des prisonniers soviétiques. Les expérimentations ont lieu dans une ancienne base nazie près de Oberusel, rebaptisée Camp King, et dans une villa à Kronberg. Ils sont accompagnés d'un agent de la CIA, Morse Allen, qui poursuit les mêmes objectifs,.

## Fin du projet
En 1953, peu après la fin du conflit en Corée, les activités du projet sont arrêtées,,.